# Eleonora Giorgi
Eleonora Giorgi (Roma, 21 ottobre 1953 – Roma, 3 marzo 2025) è stata un'attrice italiana.
Sex-symbol degli anni settanta, vinse un David di Donatello come migliore attrice protagonista nel 1982 per il film Borotalco.

## Biografia
Nacque a Roma da una famiglia di origini italo-inglesi (la nonna paterna era londinese) e ungheresi (dal lato materno); l'unico italiano della famiglia Giorgi era abruzzese di Tagliacozzo, figlia di Francesco Giorgi e Maria Roma. Era la sorella minore di Lamberto Giorgi e aveva a sua volta una sorella minore di nome Beatrice, nonché due sorellastre di nome Ariel e Myrta, nate dalla relazione del padre con la costumista Giulia Mafai. La famiglia viveva nel quartiere Parioli. Vicina al movimento hippy, da adolescente trascorse alcune estati a Londra e passò un periodo in India. A 18 anni, nel 1971, si trasferì per un breve periodo a Milano, per fare la fotomodella di taglie forti per il settimanale Annabella.

Una ventenne Eleonora Giorgi in Storia di una monaca di clausura (1973) di Domenico Paolella

Dopo essere apparsa nel film Roma di Federico Fellini, esordì come attrice protagonista nel 1973 in Storia di una monaca di clausura, film del genere erotico, diretto da Domenico Paolella, dove recitò con Catherine Spaak. L'anno successivo recitò nel film erotico Appassionata, interpretato in coppia con Ornella Muti, dove interpretò il ruolo della minorenne seduttrice del dentista (Gabriele Ferzetti), genitore dell'amica. Nello stesso anno posò integralmente nuda per l'edizione italiana della rivista Playboy. Lavorò anche per la radio nel 1976 alla trasmissione Il mattiniere.

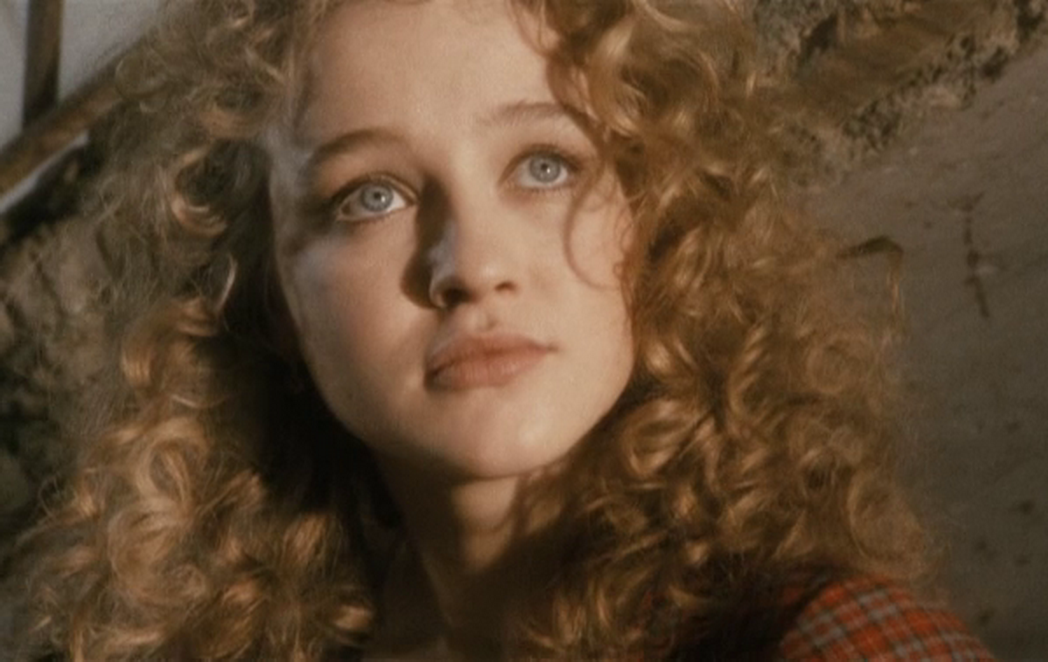
Eleonora Giorgi in Alla mia cara mamma nel giorno del suo compleanno (1974) di Luciano Salce

Dopo aver recitato in alcuni film appartenenti alla commedia sexy italiana, iniziò a ricoprire ruoli drammatici nei film L'Agnese va a morire (1976) di Giuliano Montaldo, Cuore di cane (1976) di Alberto Lattuada e Una spirale di nebbia (1977), del regista Eriprando Visconti; nel 1979 recitò in Un uomo in ginocchio di Damiano Damiani e in Dimenticare Venezia di Franco Brusati e nel 1980 nella pellicola horror Inferno di Dario Argento, ma successivamente la sua carriera venne caratterizzata dall'interpretazione di film commedia, spesso in coppia con famosi interpreti della commedia all'italiana degli anni ottanta, come Renato Pozzetto (Mia moglie è una strega e Mani di fata), Carlo Verdone (Borotalco, una delle sue interpretazioni di maggior successo presso il grande pubblico, premiata con un David di Donatello, e qualche anno dopo, Compagni di scuola), Johnny Dorelli (Vediamoci chiaro) e Adriano Celentano con cui girò Mani di velluto e Grand Hotel Excelsior.

Eleonora Giorgi e Nino Manfredi in Nudo di donna (1981) di Nino Manfredi

Nel 1980 incise il brano Magic, per la colonna sonora del film Mia moglie è una strega, scritto da Detto Mariano, rimasto inedito su disco. Nel 1981 incise un 45 giri scritto da Cristiano Malgioglio, Pino Presti e Corrado Castellari, Quale appuntamento/Messaggio Personale. Lavorò nuovamente per la radio (1984-1986, Varietà, varietà) e per la televisione, partecipando a vari spettacoli e talk show, tra cui Un disco per l'estate, nel 1983 e due edizioni di Sotto le stelle, nel 1984. Sempre negli anni ottanta prese parte a numerosi film campioni d'incasso, come Mani di fata di Steno (1983), Sapore di mare 2 - Un anno dopo di Bruno Cortini (1983), Vediamoci chiaro di Luciano Salce (1984), Giovanni Senzapensieri di Marco Colli (1985), Il volpone di Maurizio Ponzi (1988) e in particolare Compagni di scuola, nuovamente con Carlo Verdone (1988).
Negli anni novanta e duemila, la sua attività di attrice era concentrata maggiormente in televisione, dove prese parte a diversi sceneggiati di successo, come Morte di una strega, Lo zio d'America, I Cesaroni. Nel 2003 esordì nella regia cinematografica con Uomini & donne, amori & bugie. Nel 2008 esordì come attrice teatrale nella commedia Fiore di cactus di Pierre Barillet e Jean-Pierre Grédy, per la regia di Guglielmo Ferro. Negli anni successivi tornò a recitare nelle commedie Due ragazzi irresistibili e Suoceri sull'orlo di una crisi di nervi. Nel 2009 diresse il suo secondo film, L'ultima estate, da lei anche prodotto insieme al secondo ex marito Massimo Ciavarro.
Dopo diversi anni dall'ultima esperienza sul grande schermo, nel 2016 tornò a recitare in due film: My Father Jack di Tonino Zangardi e Attesa e cambiamenti di Sergio Colabona, e fu protagonista di una puntata della serie televisiva poliziesca Don Matteo. Proseguì inoltre con la sua attività di conduttrice radiofonica con Effetto Notte su Rai Radio 2, affiancata da Riccardo Pandolfi. 
Nel 2018 partecipò come concorrente al programma televisivo Ballando con le stelle e alla terza edizione del Grande Fratello VIP, in cui venne eliminata nel corso della quinta puntata con il 36% dei voti.
Il 24 novembre 2023 annunciò in televisione, durante la trasmissione Pomeriggio Cinque su Canale 5, che le era stato diagnosticato un tumore al pancreas.  L'attrice era inoltre da molti anni affetta da artrite reumatoide, malattia di cui avevano sofferto anche suo padre e suo nonno paterno.
Morì la mattina del 3 marzo 2025, all'età di 71 anni alla clinica Paideia di Roma, dove era ricoverata da qualche settimana per seguire la terapia del dolore, a causa del progredire del tumore pancreatico. Dopo due giorni si svolsero i funerali nella basilica di Santa Maria in Montesanto, nota anche come Chiesa degli artisti, in piazza del Popolo a Roma; secondo le sue volontà venne cremata.

## Vita privata
Nel 1974 l'attrice fu indagata per incauto affidamento, a causa della morte del fidanzato diciassettenne, anch'egli attore, Alessandro Momo in un incidente in cui era alla guida della motocicletta Honda CB 750 Four, da lei prestatagli prima di partire per un viaggio, in quanto il giovane non era ancora abilitato alla guida di maximoto.
Nel 1979 Eleonora Giorgi sposò l'editore Angelo Rizzoli. Il 12 marzo 1980 nacque il figlio Andrea. I due divorziarono nel 1984, in seguito allo scandalo P2, a causa del quale Rizzoli venne arrestato. Il tribunale di Milano attribuì alla Giorgi la metà dei proventi della vendita della quota di azioni Rizzoli del marito. Secondo quanto riportato nella sua biografia, Nei panni di un'altra, e in alcune interviste televisive, sul finire degli anni ottanta, la Giorgi preferì allontanarsi dal mondo del cinema a causa dei pesanti giudizi morali espressi da parte dell'opinione pubblica e di esponenti del grande schermo proprio in merito a tale vicenda, che ebbero pesanti ricadute a livello umano e professionale, precludendole ogni possibilità di ottenere ruoli cinematografici di rilievo, ma anche e soprattutto per dedicarsi alla sua vita privata lontano dai riflettori. Sempre nello stesso libro e in un'intervista con Pippo Baudo nella puntata del 2 ottobre 2016 di Domenica in, oltre ad aver reso pubblico un suo breve flirt con l'attore Warren Beatty nel 1982, dichiarò di aver avuto una grave dipendenza dall'eroina, iniziata nel 1974 dopo la morte dell'allora fidanzato Alessandro Momo e di essere stata salvata proprio dal matrimonio con Rizzoli.
Dopo la separazione da Angelo Rizzoli, la Giorgi si legò sentimentalmente all'attore Massimo Ciavarro, conosciuto sul set di Sapore di mare 2 e sposato nel 1993, con il quale nel 1991 ebbe il secondo figlio, Paolo.
Dopo il divorzio da Ciavarro, avvenuto nel 1996, era stata fidanzata fino al 2007 con il romanziere Andrea De Carlo.

## Filmografia

### Attrice

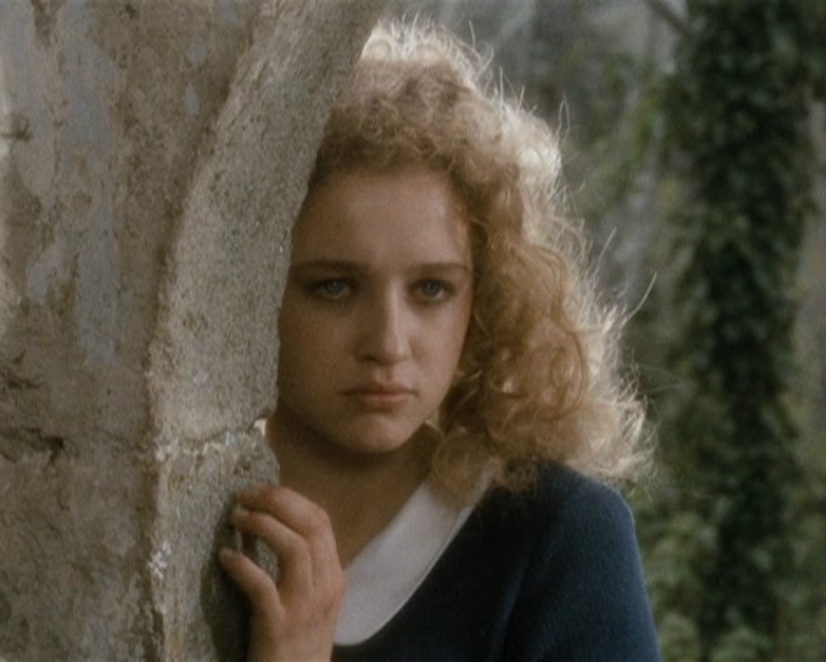
Eleonora Giorgi in Alla mia cara mamma nel giorno del suo compleanno (1974) di Luciano Salce

Eleonora Giorgi con Adriano Celentano in Mani di velluto (1979) di Castellano e Pipolo

Eleonora Giorgi in Mia moglie è una strega (1980) di Castellano e Pipolo

Eleonora Giorgi in Borotalco (1982) di Carlo Verdone

Renato Pozzetto ed Eleonora Giorgi in Mani di fata (1983) di Steno

Eleonora Giorgi in Compagni di scuola (1988) di Carlo Verdone

#### Cinema
- La tarantola dal ventre nero, regia di Paolo Cavara (1971) – non accreditata
- Roma, regia di Federico Fellini (1972) – non accreditata
- Number One, regia di Gianni Buffardi (1973) – non accreditata
- Tutti per uno botte per tutti, regia di Bruno Corbucci (1973)
- Storia di una monaca di clausura, regia di Domenico Paolella (1973)
- Appassionata, regia di Gianluigi Calderone (1974)
- Il bacio, regia di Mario Lanfranchi (1974)
- Alla mia cara mamma nel giorno del suo compleanno, regia di Luciano Salce (1974)
- La sbandata, regia di Salvatore Samperi (1974)
- Conviene far bene l'amore, regia di Pasquale Festa Campanile (1975)
- Cuore di cane, regia di Alberto Lattuada (1975)
- Liberi armati pericolosi, regia di Romolo Guerrieri (1976)
- L'Agnese va a morire, regia di Giuliano Montaldo (1976)
- L'ultima volta, regia di Aldo Lado (1976)
- Disposta a tutto, regia di Giorgio Stegani (1977)
- Una spirale di nebbia, regia di Eriprando Visconti (1977)
- Ça fait tilt, regia di André Hunebelle (1978)
- Suggestionata, regia di Alfredo Rizzo (1978)
- 6000 km di paura, regia di Bitto Albertini (1978)
- Non sparate sui bambini, regia di Gianni Crea (1978)
- Dimenticare Venezia, regia di Franco Brusati (1979)
- Un uomo in ginocchio, regia di Damiano Damiani (1979)
- Mani di velluto, regia di Castellano e Pipolo (1979)
- Inferno, regia di Dario Argento (1980)
- Mia moglie è una strega, regia di Castellano e Pipolo (1980)
- Nudo di donna, regia di Nino Manfredi (1981)
- Borotalco, regia di Carlo Verdone (1982)
- Oltre la porta, regia di Liliana Cavani (1982)
- Grand Hotel Excelsior, regia di Castellano e Pipolo (1982)
- Mani di fata, regia di Steno (1983)
- Sapore di mare 2 - Un anno dopo, regia di Bruno Cortini (1983)
- Vediamoci chiaro, regia di Luciano Salce (1984)
- Giovanni Senzapensieri, regia di Marco Colli (1986)
- Il volpone, regia di Maurizio Ponzi (1988)
- Compagni di scuola, regia di Carlo Verdone (1988)
- SoloMetro, regia di Marco Cucurnia (2007)
- Carlo!, regia di Fabio Ferzetti e Gianfranco Giagni – documentario (2013)
- My Father Jack, regia di Tonino Zangardi (2016)
- Attesa e cambiamenti, regia di Sergio Colabona (2016)
- La mia famiglia a soqquadro, regia di Max Nardari (2017)

#### Televisione
- Castigo, regia di Anton Giulio Majano – miniserie TV (1977)
- Notti e nebbie, regia di Marco Tullio Giordana – miniserie TV (1984)
- Yesterday - Vacanze al mare, regia di Claudio Risi – miniserie TV (1985)
- Atto d'amore, regia di Alfredo Giannetti  – film TV (1986)
- Lo scialo, regia di Franco Rossi – miniserie TV (1987)
- Festa di Capodanno, regia di Piero Schivazappa – miniserie TV (1988)
- Addio e ritorno, regia di Rodolfo Roberti – film TV (1996)
- Morte di una strega, regia di Cinzia TH Torrini – miniserie TV (1996)
- Uno di noi – serie TV, episodio 1x04 (1996)
- Mamma, mi si è depresso papà, regia di Paolo Poeti – film TV (1996)
- Lo zio d'America – serie TV, 11 episodi (2002-2006)
- Provaci ancora prof! – serie TV, episodio 2x04 (2007)
- I Cesaroni – serie TV, episodi sconosciuti 3ª stagione (2009) - ruolo di Iva Zavattini
- Don Matteo – serie TV, episodio 10x19 (2016)

#### Cortometraggi
- The Paolella Connection, regia di Eugenio Ercolani – documentario (2016)

### Regista e sceneggiatrice
- Uomini & donne, amori & bugie (2003)
- L'ultima estate (2009)

### Produttrice
- Agente matrimoniale, regia di Christian Bisceglia (2006)
- L'ultima estate, regia di Eleonora Giorgi (2009)

## Teatro
- Fiore di cactus di Pierre Barillet e Jean-Pierre Grédy, adattamento e regia di Guglielmo Guglielmo Ferro, con Remo Girone (poi sostituito da Franco Castellano), Giorgia Trasselli e Donatella Pompadour (2008-2010)
- Suoceri sull'orlo di una crisi di nervi di Mario Scaletta, regia di Giovanni De Feudis, con Gianfranco D'Angelo, Ninì Salerno e Paola Tedesco (2011)
- Due ragazzi irresistibili di Mario Scaletta, regia di Giovanni De Feudis, con Gianfranco D'Angelo (2011-2012)

## Programmi televisivi
- Saint Vincent Estate 1983 (Rete 1, 1983)
- Sotto le stelle (Rai 1, 1984)
- Miss Italia (Rai 1, 2007) – giurata
- Ballando con le stelle 13 (Rai 1, 2018) – concorrente
- Grande Fratello VIP 3 (Canale 5, 2018) – concorrente
- Back to School (Italia 1, 2022) – concorrente
- Affari tuoi - Formato famiglia (Rai 1, 2022) – ospite
- Il cantante mascherato 3 (Rai 1, 2022) – concorrente
- Reazione a catena - L'intesa vincente (Rai 1, 2023) – concorrente vip

## Riconoscimenti
- David di Donatello
  - 1982 – Migliore attrice protagonista per Borotalco

- Nastro d'argento
  - 1982 – Migliore attrice protagonista per Borotalco
  - 2004 – Candidatura al miglior regista esordiente per Uomini & donne, amori & bugie

- Giffoni Film Festival
  - 1996 – Premio "François Truffaut" alla carriera

- Grolla d'oro
  - 1982 – Miglior attrice per Nudo di donna

- Montreal World Film Festival
  - 1982 – Miglior interpretazione femminile per Borotalco

- Taormina Film Fest
  - 1974 – Arancia d'oro alla miglior attrice esordiente

## Doppiatrici italiane
Nelle versioni in italiano dei film in cui non si autodoppiò né recitò in presa diretta, Eleonora Giorgi venne doppiata da:
- Micaela Esdra in Storia di una monaca di clausura, Il bacio, La sbandata
- Manuela Andrei in Alla mia cara mamma nel giorno del suo compleanno, Cuore di cane
- Vittoria Febbi in Liberi armati pericolosi, Disposta a tutto
- Serena Verdirosi in Appassionata

## Radio
- Il mattiniere (Rai Radio 2, 1976)
- Varietà, varietà (Rai Radio 1, 1984-1986)
- Effetto notte - Il cinema come non l'avete mai sentito (Rai Radio 2, 2015-2017)

## Discografia

### Singoli
- 1981 – Quale appuntamento/Messaggio Personale (Message Personnel) (Dischi Ricordi, SRL 10945, 7'')

### Colonne sonore
- 1980 – Magic (musica di Detto Mariano, testo di Eleonora Giorgi, Castellano e Pipolo), tratta da Mia moglie è una strega